# Триформин
Триформин (глицерина триформиат) — триглицерид, сложный эфир глицерина и муравьиной кислоты. Также можно отнести с триальдегидам.

## Нахождение в природе
Обнаружен в азимине трёхлопастной, гербертусе крючковатом (мхи) и других организмах.

## Другие препараты с аналогичным названием
- "Триформин Д" (а так же иные аналогичные препараты, содержащие в названии "Триформин" или "Triformin") — торговая марка кожного антисептика, состоящего из изопропилового спирта с добавление бутилового и вспомагательными веществами[4][5].
- Триформин (или триформин гидрохлорид) — торговая марка таблетированного сахароснижающего лекарственного средства класса бигуанидов для приёма внутрь. Применяется при лечении сахарного диабета 2-го типа, особенно у лиц с избыточным весом и ожирением. Состоит трёх действующий компонентов: метформин, глибенкламид и пиоглитазон[6].